# Gisostola bahiensis
Gisostola bahiensis är en skalbaggsart som beskrevs av Martins och Maria Helena M. Galileo 1988. Gisostola bahiensis ingår i släktet Gisostola och familjen långhorningar. Inga underarter finns listade i Catalogue of Life.